# Cantó de Beaune-Nord
El cantó de Beaune-Nord és un cantó francès al districte de Beaune (departament de Costa d'Or). Compta amb quinze municipis: Aloxe-Corton, Auxey-Duresses, Beaune (part), Bouilland, Bouze-lès-Beaune, Échevronne, Mavilly-Mandelot, Meloisey, Meursault, Monthelie, Nantoux, Pernand-Vergelesses, Pommard, Savigny-lès-Beaune i Volnay).
| Data d'elecció                           | Identitat        | Partit          | Qualitat |
| ---------------------------------------- | ---------------- | --------------- | -------- |
| 1945-1967                                | Jean Latour      | CNIP            |          |
| 1967-1992                                | Pierre Petitjean | RI, després UDF |          |
| 1992-2004                                | Lucien Jacob     | RPR             |          |
| 2004-                                    | Denis Thomas     | UMP             |          |
| les dades anteriors no són pas conegudes |                  |                 |          |